# Adrian Mierzejewski
Adrian Mierzejewski (Olsztyn, 6 novembre 1986) è un ex calciatore polacco, di ruolo centrocampista.

## Carriera

### Club
Dopo aver giocato con varie squadre polacche, nel 2011 si trasferisce in Turchia al Trabzonspor.
Nel 2017 passa agli australiani del Sydney FC, squadra australiana della A-League, con i quali conquista la coppa nazionale ed il campionato regolare.
Il 7 luglio 2018 si trasferisce in Cina, alla corte del Changchun Yatai. Nel febbraio 2019 passa al Chongqing Lifan.

### Nazionale
Nel 2010 debutta con la Nazionale polacca.

## Palmarès

### Club

#### Competizioni nazionali
- Coppa di Polonia: 1

Wisła Płock: 2005-2006
- Supercoppa di Polonia: 1

Wisła Płock: 2006
- Campionato saudita: 1

Al-Nassr: 2014-2015
- FFA Cup: 1

Sydney FC: 2017
- Premier's Plate: 1

Sydney FC: 2017-2018